# Hopp ide tisztán
A Hopp ide tisztán kezdetű menyasszonytáncot Bartók Béla gyűjtötte Nagymegyeren 1910-ben. Valószínűleg szlovák eredetű.
Feldolgozások:
| Szerző       | Mire          | Mű                            | Előadás |
| ------------ | ------------- | ----------------------------- | ------- |
| Bárdos Lajos | egynemű kar   | Magos a rutafa, 2. darab      | [ 1 ]   |
| Maros Rudolf | ének, zongora | Hopp ide tisztán              |         |
| Weiner Leó   | zongora       | Öt kis zongoradarab, 5. darab | [ 3 ]   |

## Kotta és dallam
| Hopp ide tisztán, szép palútt deszkán, nem leszek többé nyoszolyóleány. Ha leszek, leszek, menyasszony leszek, annak is pedig legszebbje leszek. | Engemet máris tízen kéretnek. Most a tíz közül melyikhez menjek? Adj jó tanácsot szegény fejemnek, hogy virág helyett kórót ne szedjek. |

## Felvételek
- Hopp ide tisztán. Kövesdy-Nagy Zsuzsanna  YouTube (2011. január 4.)  (Hozzáférés: 2016. április 26.) (audió) ének
- Hopp ide tisztán - Polish songs of preparing the bride to bed. Szvorák Katalin és a Monarchia Zenekar  YouTube (2002. január 3.)  (Hozzáférés: 2016. április 26.) (audió)
- Hopp ide tisztán. YouTube (2014. december 15.)  (Hozzáférés: 2016. április 26.) (audió) ének orgonakísérettel
- Hopp ide tisztán. Ligeti György feldolgozása zongorára  YouTube (2012. november 18.)  (Hozzáférés: 2016. április 26.) (audió)
- Elment a két lány - Hopp ide tisztán. Túry Ferenc és Károly Gergő  YouTube (2009. január 1.)  (Hozzáférés: 2016. április 26.) (audió) 0:30-tól. blues citerára